# Indian Cricket League
Ne doit pas être confondu avec Indian Premier League.
Pour les articles homonymes, voir ICL.
L'Indian Cricket League ou ICL, littéralement « Ligue indienne de cricket », est une ligue privée de cricket implantée en Inde, active de 2007 à 2009. Ses compétitions se déroulent parallèlement à celle organisée par l'instance dirigeante du cricket en Inde, le Board of Control for Cricket in India (BCCI). Elle n'est reconnue ni par le BCCI, ni par la fédération internationale, l'International Cricket Council (ICC). Des internationaux de plusieurs pays ont été bannis de leurs sélections respectives et d'autres joueurs se sont vu interdire de jouer dans des compétitions officielles pour avoir rejoint l'ICL,,.
Elle a été fondée par le groupe économique Essel Group, propriétaire, entre autres, de Zee TV. Sa création est annoncée le 3 avril 2007. La première compétition de l'ICL, jouée en novembre et décembre de la même année au format Twenty20, comptait six franchises. Elle a été remportée par les Chennai Superstars. Deux nouvelles franchises, dont une pakistanaise, participent aux compétitions en 2008.

## Histoire

### Origines et création
En septembre 2004, Zee Network obtient par le Board of Control for Cricket in India (BCCI), et sous certaines conditions, les droits de retransmission du cricket indien. Sa concurrente ESPN Star Sports conteste cette décision. À l'issue d'une bataille juridique, Zee perd les droits télévisés sur le cricket indien, au motif principal du manque d'expérience dans la diffusion de matchs de crickets. En 2006, Zee Telefilms tente cette fois d'acquérir les droits de retransmission du cricket indien pour la période 2006-10 mais échoue. Essel Group, propriétaire de Zee TV, décidé alors de créer sa propre ligue pour pouvoir diffuser du cricket et annonce la création de l'Indian Cricket League (ICL) le 3 avril 2007, avec pour objectif annoncé de révéler de jeunes joueurs et de « créer un pool [de joueurs] avec un instinct de tueur », considérant que le BCCI n'a pas réussi à créer de relève au sein du cricket indien.

## Une ligue officiellement rejetée

### Réaction du BCCI
La fédération indienne, le Board of Control for Cricket in India (BCCI), rejette cette ligue, qui se déroule parallèlement) ses propres compétitions. Les internationaux indiens retraités qui s'impliquent dans l'administration de l'ICL se voient retirer leur pension de 35 000 roupies par mois.
Le BCCI ne reconnaît pas l'ICL, mais lance sa propre ligue de cricket, l'Indian Premier League, basée elle aussi sur un système de franchises et dont la première édition se déroule en 2008.

### Sanctions contre les joueurs
La plupart des joueurs qui participent à l'ICL sont bannis d'une manière ou d'une autre par leurs fédérations respectives.
La fédération pakistannaise, le Pakistan Cricket Board (PCB) a décidé en décembre 2007 que les joueurs pakistanais qui prenaient part à l'ICL ne pourraient jouer ni en sélection, ni dans les compétitions domestiques pakistanaises. En février 2008, le PCB étend cette décision à toutes les compétitions domestiques de par le monde. Pour jouer dans une compétition officielle étrangère, un joueur doit recevoir de sa fédération une autorisation spéciale : le Non Objection Certificate (NOC). Les joueurs pakistanais de l'ICL se verront refuser ce NOC.
Les internationaux néo-zélandais Shane Bond et Lou Vincent ont vu leur contrat avec leur fédération, New Zealand Cricket, rompu par celle-ci,. Cricket Australia et New Zealand Cricket refusent par ailleurs que les joueurs australiens et néo-zélandais de l'ICL partipent aux compétitions qu'elles organisent et jouent des matchs internationaux. La fédération sud-africaine, Cricket South Africa, a pris une décision similaire.
Alors que dans un premier temps, l'England and Wales Cricket Board interdit aux joueurs ayant participé à l'ICL de se joindre aux compétitions anglaises pour la saison 2008, mais, devant la menace de poursuites judiciaires, se retracte. Vingt-cinq participants de l'ICL rejoignent ainsi quinze des dix-huit équipes du County Championship. Mais alors que, sous l'impulsion notamment des représentants de l'Indian Premier League (IPL), émerge une « Ligue des Champions » regroupant les finalistes des compétitions de Twenty20 de divers pays, les dirigeants de l'IPL refusent que toute équipe qui fait jouer des anciens de l'ICL y participe. Le Middlesex, qui remporte la Twenty20 Cup 2008, n'est pas dans cette situation et peut participer à cette Ligue des Champions, mais le Kent, finaliste, qui est dans le cas contraire, en est interdit.

## Franchises
Six franchises ont été créées pour la première saison de l'ICL, en 2007 : les Chandigarh Lions, les Chennai Superstars, les Delhi Jets, les Hyderabad Heroes, les Kolkata Tigers et les Mumbai Champs. Elles ont été rejointes par les Ahmedabad Rockets et les Lahore Badshahs, dont la création a été annoncée le 29 février 2008 à partir de l'ICL Grand Championship 2008. D'autres créations de franchises sont prévues dans les années à venir. À partir d'octobre 2008, les Dhaka Warriors, qui représentent la capitale du Bangladesh, font leur apparition.
| Franchise           | Création | Ville représentée | Couleurs            | Anciens noms   |
| ------------------- | -------- | ----------------- | ------------------- | -------------- |
| Chandigarh Lions    | 2007     | Chandigarh        | jaune, vert         |                |
| Chennai Superstars  | 2007     | Chennai           | rose, vert          |                |
| Delhi Giants        | 2007     | Delhi             | bleu, blanc         | Delhi Jets     |
| Hyderabad Heroes    | 2007     | Hyderâbâd         | vert, bleu          |                |
| Royal Bengal Tigers | 2007     | Calcutta          | rouge, noir         | Kolkota Tigers |
| Mumbai Champs       | 2007     | Bombay            | orange, jaune, noir |                |
|                     |          |                   |                     |                |
| Ahmedabad Rockets   | 2008     | Ahmedabad         |                     |                |
| Lahore Badshahs     | 2008     | Lahore            |                     |                |
|                     |          |                   |                     |                |
| Dhaka Warriors      | 2008     | Dhaka             |                     |                |

## Tournois

### ICL 20-20 Indian Championship

#### Présentation
Première compétition lancée par l'ICL, l'ICL 20-20 Indian Championship s'est déroulé pour la première fois du 30 novembre au 16 décembre 2007, avec six franchises impliquées. Chaque équipe devait affronter chacune des autres une fois au sein d'une poule unique, les deux dernières de se rencontrant au cours d'un match de classement et les quatre premières accédant à des demi-finales.
Cette compétition se joue au format Twenty20.
Son édition inaugurale a été remportée par les Chennai Superstars.

#### Palmarès
| Saison | Équipes | Vainqueur et score         | Finaliste et score       | Résultat                           |
| ------ | ------- | -------------------------- | ------------------------ | ---------------------------------- |
| 2007   | 6       | Chennai Superstars (155/8) | Chandigarh Lions (143/8) | Les Superstars gagnent par 12 runs |
| 2008   | 9       |                            |                          |                                    |

### ICL 50s

#### Présentation
Deuxième compétition lancée par l'ICL, l'ICL 50s s'est déroulée pour la première fois du 27 janvier au 10 février 2008, avec six franchises impliquées.
Dans cette compétition, chaque équipe doit affronter chacune des autres une fois au sein d'une poule unique, les deux premières accédant à une finale jouée sur un seul match. Les matchs de cette compétition sont joués au format 50 overs. Elle est réservée aux joueurs indiens de l'ICL.
Son édition inaugurale a été remportée par les Chennai Superstars.

#### Palmarès
| Saison | Équipes | Vainqueur et score         | Finaliste et score       | Résultat                            |
| ------ | ------- | -------------------------- | ------------------------ | ----------------------------------- |
| 2008   | 6       | Chennai Superstars (242/9) | Delhi Jets (240 all out) | Les Superstars gagnent par 1 wicket |

### Edelweiss 20s Challenge

#### Présentation
Troisième compétition lancée par l'ICL, l'ICL 20-20 Indian Championship s'est déroulé pour la première fois du 9 mars au 6 avril 2008, et marqua l'apparition des Lahore Badshahs et des Ahmedabad Rockets.
Chaque équipe doit affronter chacune des autres une fois au sein d'une poule unique, les quatre premières accédant à des demi-finales et les vainqueurs de ceux-ci s'affrontant au meilleur de trois matchs joués. Cette compétition se joue au format Twenty20.
Son édition inaugurale a été remportée par les Hyderabad Heroes.

#### Palmarès
| Saison | Équipes | Vainqueur        | Finaliste       | Finales |
| ------ | ------- | ---------------- | --------------- | --- |
| 2008   | 8       | Hyderabad Heroes | Lahore Badshahs | - 1. Les Heroes (143/6) battent les Badshahs (137/9) par 6 runs. - 2. Tied match entre les Heroes et les Badshahs, les Heroes gagnent le bowl out 3-0. - 3. pas de troisième manche, les Heroes ayant remporté les deux premières |

### ICL 20s World Series

#### Présentation
Lancée en 2008, l'ICL 20s World Series n'oppose pas des franchises, contrairement aux autres compétitions de l'ICL, mais des « sélections » : l'une composée de joueurs indiens, une autre de joueurs pakistanais, et enfin une équipe composée de joueurs du reste du monde. La première édition de cette compétition se déroulera du 9 au 15 avril 2008. Chacune des trois équipes rencontre les deux autres par deux fois, et les deux meilleures s'affrontent lors d'une finale unique.
Cette compétition se joue au format Twenty20.

#### Palmarès
| Saison | Équipes | Vainqueur et score | Finaliste et score | Résultat                    |
| ------ | ------- | ------------------ | ------------------ | --------------------------- |
| 2008   | 3       | ICL India (148/8)  | ICL World (138/5)  | ICL India gagne par 10 runs |

## Palmarès

### Palmarès saison par saison
| Dates                       | Tournoi                       | Équipes     | Format      | Vainqueur          | Finaliste        | Troisième          | Meilleur joueur                 |
| Saison 2007                 | Saison 2007                   | Saison 2007 | Saison 2007 | Saison 2007        | Saison 2007      | Saison 2007        | Saison 2007                     |
| --------------------------- | ----------------------------- | ----------- | ----------- | ------------------ | ---------------- | ------------------ | ------------------------------- |
| 30 novembre - 16 décembre   | ICL 20-20 Indian Championship | 6           | 20 overs    | Chennai Superstars | Chandigarh Lions | Delhi Jets         | Ian Harvey (Chennai Superstars) |
| Saison 2008                 |                               |             |             |                    |                  |                    |                                 |
| 27 janvier - 10 février     | ICL 50s                       | 6           | 50 overs    | Chennai Superstars | Delhi Jets       | -                  | Jai Prakash Yadav (Delhi Jets)  |
| 9 mars - 7 avril            | Edelweiss 20s Challenge       | 8           | 20 overs    | Hyderabad Heroes   | Lahore Badshahs  | Chennai Superstars | Abdur Razzaq (Hyderabad Heroes) |
| 9 avril - 15 avril          | ICL 20s World Series          | 3           | 20 overs    | ICL India          | ICL World        | ICL Pakistani      | Ibrahim Khaleel (ICL India)     |
| 21 septembre - 30 septembre | ICL 20-20 Domestic Tournament | 7           | 20 overs    |                    |                  |                    |                                 |
| novembre - décembre         | ICL 20-20 Indian Championship | 8           | 20 overs    |                    |                  |                    |                                 |

## Joueurs

### Des internationaux reconnus...

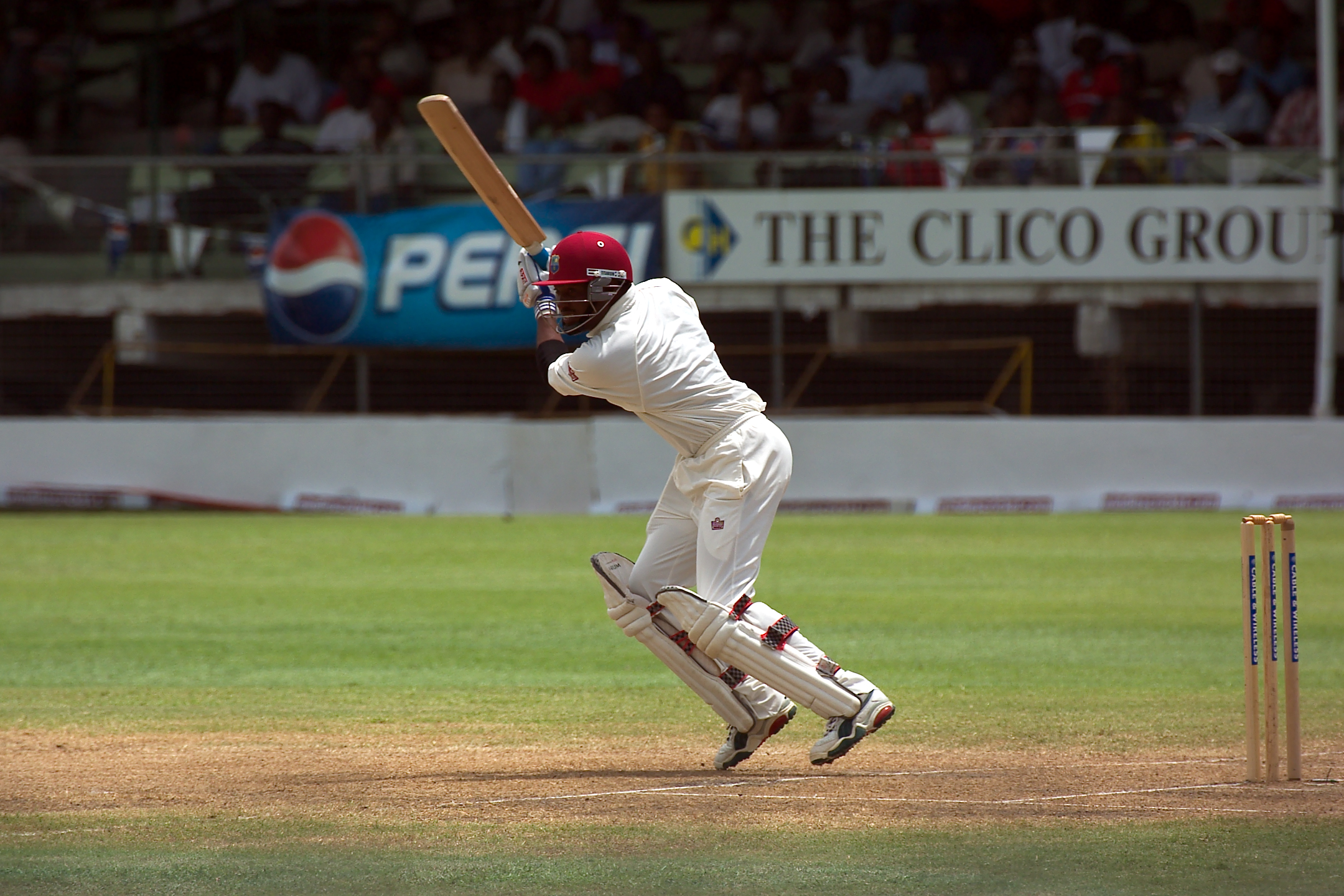
Brian Lara, principale recrue de l'ICL en 2007.

L'ICL fait signer des internationaux expérimentés, certains en retraite internationale et d'autres encore en activité.
Pour sa saison 2007, la principale recrue est Brian Lara, 38 ans, détenteur de plusieurs records du monde. Le batteur, ancien international des Indes occidentales est nommé capitaine des Mumbai Champs. Sa  saison 2007 est un échec : il ne réussit à y marquer que 31 runs. Ancien capitaine de l'équipe du Pakistan, Inzamam-ul-Haq, 37 ans, est quant à lui le capitaine des Hyderabad Heroes pour la saison 2007, puis des Lahore Badshahs pour la saison 2008.
L'ancien capitaine de l'équipe du Sri Lanka et champion du monde 1996 Marvan Atapattu, 37 ans, est quant à lui capitaine des Delhi Jets en 2007, après avoir disputé son dernier match international en novembre de la même année. L'ancien capitaine néo-zélandais Chris Cairns, 37 ans mène les Chandigarh Lions en 2007, tandis que son compatriote Craig McMillian, qui s'était retiré de toute forme de cricket en octobre 2007 à seulement 31 ans, citant des raisons familiales et de santé, est capitaine des Kolkata Tigers la même année.
Annoncé en août 2007 parmi les recrues de l'ICL, Mohammad Yousuf préfère annuler son contrat en septembre pour pouvoir continuer sa carrière internationale. Une semaine plus tard, il signe un contrat avec l'Indian Premier League (IPL), une autre ligue nouvellement créée en Inde et qui, elle, est reconnue officiellement.
En janvier 2008, le fast bowler international néo-zélandais Shane Bond, 33 ans, rejoint l'ICL alors que sa carrière internationale n'est pas terminée et qu'il est sous contrat avec sa fédération, New Zealand Cricket . Suivent notamment les anciens internationaux australiens Damien Martyn, Michael Kasprowicz et Jason Gillespie. Ce même mois, huit nouveaux joueurs pakistanais, parmi lesquels les internationaux Mohammad Sami et Rana Naved-ul-Hasan, sont annoncés au sein de l'ICL.

### ... et de jeunes pousses indiennes
L'ICL espère réussir à révéler de nouveaux talents du cricket en Inde. Trois anciens internationaux indiens, Pranab Roy, Bharath Reddy et Rajesh Chauhan ont été recrutés en tant que découvreurs de talents et sont chargés de parcourir le pays pour dénicher de jeune joueurs doués,. L'ICL envisage également d'ouvrir des académies de cricket à travers le pays pour former ses jeunes recrues.